# Crist de la Minerva

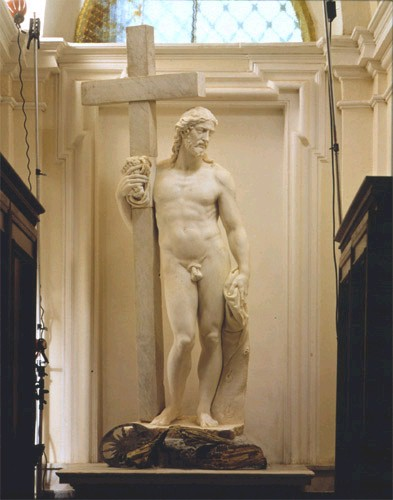
Primera versió d'aquesta estàtua, identificada l'any 2000 per Irene Baldriga.

El Crist de la Minerva o Crist redemptor, és una escultura realitzada en marbre per l'artista renaixentista Miquel Àngel, finalitzat el 1521. Aquesta obra es troba a l'església de Santa Maria sopra Minerva a Roma, col·locada en el costat esquerre de l'altar major.
Una versió d'aquest obra va ser començada el 1514 encarregada per Pietro Paolo Castellano, Bernardo Cencio, Mario Scappucci i Metello Vari que la destinaven per a l'església de la Minerva, al contracte de l'escultura es precisa que serà «una estàtua de marbre d'un Crist, de mida natural, nua, dreta, amb una creu entre els braços i els símbols de la passió, en la posició que Miquel Àngel jutgi adequada», entre 1514 i 1516 Miquel Àngel va treballar en aquesta estàtua fins que ja molt avançada va haver d'interrompre el seu treball per l'aparició d'una gran vena del marbre al rostre. Quan s'acostava el terme del contracte (quatre anys) els clients van insistir en la seva execució, quan Miquel Ángel ja es trobava a Florència, començà en un nou bloc de marbre una nova versió de l'escultura entre els anys 1519 i 1520, va enviar l'escultura a Roma al març de 1521 demanant al seu deixeble Pietro Urbano, que l'acabés. Tanmateix no devia anar gaire bé la seva realització, ja que Sebastiano del Piombo escriu a Miquel Àngel per demanar-li que cessi a Urbano i que acabi el treball Federico Frizzi. Es va fer així, i l'escultura es va col·locar al seu lloc el 27 desembre de 1521. Malgrat tot això sembla que Miquel Àngel encara va proposar una nova execució de l'obra, però Metello Vari no li ho concedí i accedí a rebre en compensació, a més a més, la primera versió inacabada, que col·locà al seu jardí. L'estàtua d'aquest jardí es creía perduda, i només en quedava la descripció d'Ulisse Aldrovandi, de 1556, fins que l'any 2000 va ser identificada per Irene Baldriga.
L'espiral és la figura predominant a la composició d'aquesta escultura amb el contrapposto clàssic, es troba el Crist abraçant la creu i a la mà els símbols del martiri pel que aconsegueix un testimoni de la fe cristiana i s'allunya de tot hel·lenisme.